# 2015년 이야펠 지진
2015년 이야펠 지진(스페인어: Terremoto de Illapel de 2015)은 2015년 9월 16일 칠레 이야펠에서 발생한 규모 8.3의 지진이다.

## 같이 보기
- 2010년 칠레 지진
- 2015년 지진
- 칠레의 지진 목록